# Борягин, Василий Павлович
Василий Павлович Борягин (1919—1998) — российский слесарь, рационализатор, почётный гражданин города Березники, Герой Социалистического Труда.

## Биография
Василий Павлович Борягин родился в 1919 году в селе Лёнва Пермской губернии. Он окончил 7 классов школы и в 1937 году поступил на Березниковский химический комбинат в качестве ученика слесаря.
В 1939 году он был призван в армию и служил на Дальнем Востоке в пограничных войсках.
В 1946 году, после демобилизации, Василий Павлович вернулся в Березники и поступил на работу на Содовый завод, где работал до 1989 года. В течение многих лет возглавлял бригаду слесарей-ремонтников цеха № 2 кальцинированной соды Березниковского содового завода, сделав ряд ценных рационализаторских предложений.
Скончался Василий Павлович в 1998 году.

## Награды и звания
- В 1971 году за монтаж новых машин и обеспечение работы старого оборудования при строительстве нового цеха он был удостоен звания Героя Социалистического Труда и награждён Орденом Ленина.[1]
- В 1984 году Василий Павлович Борягин был удостоен звания «Почётный гражданин города Березники».[2]

## Память
В 1974 году в Пермской области была учреждена премия имени Борягина для передовиков химической промышленности.
В Березниках на доме, где он жил (ул Степанова, 12), в 2004 году был установлен памятный знак, изготовленный в мастерской А. А. Гуро, с портретом работы Л. Прониной и Л. Митяевой.